# Paolo Valenti
Paolo Valenti (Roma, 6 ottobre 1922 – Roma, 15 novembre 1990) è stato un giornalista e conduttore televisivo italiano.

## Biografia
Dopo la laurea in lettere, iniziò a lavorare alla Rai nel 1950. Commentò per la televisione pubblica numerose edizioni del Giro d'Italia, gare di automobilismo e incontri di pugilato, tra cui quello per l'assegnazione del titolo mondiale dei pesi medi tra Emile Griffith e Nino Benvenuti nel 1967. Venne inoltre inviato a quattro edizioni delle Olimpiadi.
Nel 1970, con Maurizio Barendson e Remo Pascucci, realizzò una delle trasmissioni sportive più popolari della televisione italiana: 90º minuto, che condusse in coppia con Barendson fino alla riforma della Rai del 1975 e alla divisione dei palinsesti sul 1º e 2º canale. Nel 1976, all'interno del nuovo programma Domenica in ideato e condotto da Corrado, dallo studio di via Teulada in Roma, iniziò una staffetta fra Corrado e Valenti che conduceva da solo 90º minuto coordinando uno staff di giornalisti delle sedi regionali Rai che illustravano poco dopo il termine degli incontri le cronache delle partite del campionato di calcio di Serie A. La formula rituale del "teatrino", come egli stesso definì la trasmissione, divenne immediatamente popolare tra i tifosi italiani, che potevano vedere poco dopo il termine degli incontri i filmati delle partite nell'atmosfera gioviale e garbata che caratterizzò il programma.
La popolarità di Paolo Valenti fu dunque legata al grande successo di 90º minuto, da lui condotto fino al 21 ottobre 1990. Nella puntata di quel giorno apparve molto dimagrito e con la voce affaticata: già gravemente malato, si sarebbe spento poco dopo, a causa di un tumore.
In occasione della sua morte, il collega Enrico Ameri lo ricordò in un pezzo giornalistico, richiamando la citata cronaca dell'incontro Griffith-Benvenuti e una magistrale radiocronaca, nella quale Valenti fu in grado di trovare il modo di commentare alla radio per mezz'ora la posizione immobile di surplace del ciclista Antonio Maspes durante una competizione.
Durante la sua lunga carriera di giornalista sportivo, Valenti rifiutò sempre di dire per quale squadra calcistica tifasse, né la cosa traspariva dai suoi commenti, estremamente imparziali. Affermava però che sarebbe apparso in tv con i colori della sua squadra, il giorno in cui avesse smesso di condurre la sua storica trasmissione, ma morì prima di portare a termine tale compito: toccò a Nando Martellini rivelare, nella puntata di 90º minuto del 18 novembre 1990, la squadra per la quale Valenti tifava:
La domenica successiva, in occasione di Fiorentina-Lecce, i tifosi viola gli dedicarono uno striscione: "Paolo al 90º l'abbiamo saputo: viola... con classe e dignità".
Paolo Valenti è stato sposato con Bruna Liguori, direttrice del Centro Attività Musicali Aureliano di Roma. Hanno avuto quattro figli e nove nipoti. 
Riposa nel cimitero della località di Quantin nel comune di Ponte nelle Alpi, in provincia di Belluno.

## Premio giornalistico radiotelevisivo "Paolo Valenti"
Il premio è stato istituito nel 2000 per volontà della famiglia. Ha cadenza biennale e il suo fine è quello di promuovere il giornalismo sportivo radiotelevisivo di qualità, ponendo l'attenzione sulle caratteristiche che venivano unanimemente riconosciute a Paolo Valenti: immediatezza nella comunicazione, proprietà di linguaggio, originalità, innovazione, attenzione agli aspetti umani e sociali della notizia.
Il vincitore della prima edizione è stato Fabrizio Maffei, che ha ricevuto il premio durante la cerimonia tenutasi a Firenze l'8 maggio 2000 e che proprio dallo stesso Paolo Valenti ereditò la conduzione di 90º minuto. Il secondo "Premio Valenti" è stato assegnato, il 5 ottobre 2002, al giornalista Gianni Cerqueti, nell'ambito di una cerimonia tenutasi nella Sala della Protomoteca del Campidoglio a Roma. La terza edizione è stata vinta dal giornalista Massimo Caputi, che ha ricevuto il suo riconoscimento a Firenze nel maggio del 2005. Nella quarta edizione, tenutasi nel 2007, la vincitrice è stata la giornalista Monica Vanali. La quinta edizione del premio, si è tenuta nel 2020, in occasione del 50° di 90º minuto e del trentennale della scomparsa di Paolo Valenti. Il Premio è stato assegnato a Franco Lauro, giornalista della Rai prematuramente scomparso a Roma il 14 aprile 2020, con la seguente motivazione: “Franco Lauro è stato per trentacinque anni voce dello sport in Rai, competente telecronista del basket e del calcio, apprezzato conduttore della Domenica Sportiva, di Domenica Sprint e di 90º minuto. Ha saputo esprimere un giornalismo sportivo dai contenuti tecnici di rilievo, caratterizzandosi per il linguaggio sobrio e diretto, interpretando con professionalità, umanità ed equilibrio la funzione della cronaca giornalistica”.